# 夸兰蒂
夸兰蒂（義大利語：Quaranti），是意大利阿斯蒂省的一个市镇。总面积2.96平方公里，人口201人，人口密度67.9人/平方公里（2009年）。ISTAT代码为005088。